# 磷脂酰胆碱
磷脂酰胆碱是带有胆碱头基的磷脂。磷脂酰胆碱是生物膜的主要成分；通过机械加工或己烷萃取等方法可从蛋黄、大豆等来源中提取磷脂酰胆碱。磷脂酰胆碱属于卵磷脂的一种。二棕榈酰磷脂酰胆碱（卵磷脂）是肺表面活性剂的主要成分，可用于测定卵磷脂/鞘磷脂比以计算胎儿肺成熟值。动物与植物细胞中含有磷脂酰胆碱；大肠杆菌在内的大多数细菌的细胞膜中缺乏磷脂酰胆碱。

## 功能
磷脂酰胆碱是构成细胞膜的主要成分，通常存在于细胞膜外质膜面上。磷脂酰胆碱也是肺表面活性剂的主要成分。有人认为磷脂酰胆碱在生物膜之间通过磷脂酰胆碱转运蛋白转运。
磷脂酰胆碱还参与了膜介导细胞信号和对其他酶的活化过程。

## 结构与物理性质

1-棕榈酰-2-油酰磷脂酰胆碱

磷脂酰胆碱包括一个胆碱头基、一个甘油磷酸与两个脂肪酸构成。其中包括一个饱和脂肪酸（如图中的棕榈酸或蛋黄中的十九酸）和一个不饱和脂肪酸（图中为油酸）。
磷脂酶D可催化磷脂酰胆碱的水解，生成磷脂酸与胆碱。